# Amílcar-Cabral-Cup
Der Amílcar-Cabral-Cup (offiziell Copa Amílcar Cabral) war ein von 1979 bis 2007 ausgetragenes Fußballturnier für Nationalmannschaften aus Westafrika. Bis 1990 wurde das Turnier jährlich ausgetragen, ab 1991 fand es alle zwei Jahre statt. Benannt ist der Wettbewerb nach Amílcar Cabral (1924–1973), einem kapverdischen Politiker und Unabhängigkeitskämpfer.
2007 fand die 19. und letzte Auflage des Turniers vom 30. November bis zum 10. Dezember in Guinea-Bissau statt. Teilnehmer waren Gambia, Guinea, Guinea-Bissau, Kap Verde, Mali, Senegal (das mit seinem U-23-Team angereist war) und Sierra Leone. Der Verband von Mauretanien hatte seine Mannschaft vor Turnierbeginn zurückgezogen.
Das geplante Turnier in Mauretanien wurde zunächst vom November 2009 auf März 2010 verschoben, dann jedoch komplett abgesagt.

## Alle Turniere
| Jahr   | Gastgeberland (Ort)           | Gewinner     | Ergebnis         | Zweiter       | Dritter             |
| ------ | ----------------------------- | ------------ | ---------------- | ------------- | ------------------- |
| 1979   | Guinea-Bissau (Bissau)        | Senegal      | 1:0              | Mali          | Guinea              |
| 1980   | Gambia (Banjul)               | Senegal      | 1:0              | Gambia        | Guinea              |
| 1981   | Mali (Bamako)                 | Guinea       | 0:0, 6:5 i. E.   | Mali          | Senegal             |
| 1982   | Kap Verde (Praia)             | Guinea       | 3:0              | Senegal       | Mali                |
| 1983   | Mauretanien (Nouakchott)      | Senegal      | 3:0              | Guinea-Bissau | Mali                |
| 1984   | Sierra Leone (Freetown)       | Senegal      | 0:0, 5:4 i. E.   | Sierra Leone  | Mali                |
| 1985   | Gambia (Banjul)               | Senegal      | 1:0              | Gambia        | Mali                |
| 1986   | Senegal (Dakar)               | Senegal      | 3:1              | Sierra Leone  | Guinea Gambia       |
| 1987   | Guinea (Conakry)              | Guinea       | 1:0              | Mali          | Senegal             |
| 1988   | Guinea-Bissau (Bissau)        | Guinea       | 0:0, 3:2 i. E. * | Mali          | Senegal             |
| 1989   | Mali (Bamako)                 | Mali         | 3:0              | Guinea        | Kap Verde           |
| 1990   | nicht ausgetragen             |              |                  |               |                     |
| 1991   | Senegal (Dakar)               | Senegal      | 1:0              | Kap Verde     | Gambia Sierra Leone |
| 1993   | Sierra Leone (Freetown)       | Sierra Leone | 2:0              | Senegal       | Gambia              |
| 1995   | Mauretanien (Nouakchott)      | Sierra Leone | 0:0, 4:3 i. E.   | Mauretanien   | Kap Verde           |
| 1997   | Gambia (Banjul)               | Mali         | 1:0              | Senegal       | Guinea              |
| 2000 1 | Kap Verde (Praia)             | Kap Verde    | 1:0              | Senegal       | Guinea              |
| 2001   | Mali (Bamako, Sikasso, Ségou) | Senegal      | 3:1              | Gambia        | Mali                |
| 2003   | nicht ausgetragen             |              |                  |               |                     |
| 2005   | Guinea (Conakry)              | Guinea       | 1:0              | Senegal       | Mali                |
| 2007   | Guinea-Bissau (Bissau)        | Mali         | 2:1              | Kap Verde     | Senegal             |
| 2009 2 | Mauretanien (Nouakchott)      | –            | –                | –             | –                   |

## Gewinner-Statistik
| Siege | Nation       | Jahr(e)                                        |
| ----- | ------------ | ---------------------------------------------- |
| 8 ×   | Senegal      | 1979, 1980, 1983, 1984, 1985, 1986, 1991, 2001 |
| 5 ×   | Guinea       | 1981, 1982, 1987, 1988, 2005                   |
| 3 ×   | Mali         | 1989, 1997, 2007                               |
| 2 ×   | Sierra Leone | 1993, 1995                                     |
| 1 ×   | Kap Verde    | 2000                                           |